# Cherry Bullet
Cherry Bullet fue un grupo femenino surcoreano formado por FNC Entertainment. En el momento de su separación en abril de 2024, el grupo estaba conformado por siete integrantes: Haeyoon, Yuju, Bora, Jiwon, Remi, Chaerin y May. Originalmente siendo un grupo de diez integrantes, Mirae, Kokoro y Linlin dejaron el grupo en diciembre de 2019.
Debutaron el 21 de enero de 2019 con el álbum sencillo «Let's Play Cherry Bullet» y en 2021 lanzaron su primer álbum EP «Cherry Rush», El último trabajo hasta la fecha es un EP lanzado el 7 de marzo de 2023, titulado «P.O.W (Play On The World)».

## Historia

### Predebut
Haeyoon se presentó como una de las aprendices para representar a FNC Entertainment en el programa de Mnet, Produce 48. Terminó en el puesto 19, por lo que no se convirtió en miembro del grupo Iz*One.
Jiwon hizo una audición para la primera temporada de K-pop star de SBS con la canción «Since Of You» de Kelly Clarkson y más tarde se convirtió en aprendiz de Starship Entertainment.

### 2018: debut
El reality show debut del grupo, Insider Channel Cherry Bullet, se estrenó el 28 de noviembre de 2018 en Mnet. El reality show fue hecho para presentar al grupo y cada uno de sus 10 miembros a los espectadores.
Su primer álbum, Let's play Cherry Bullet, consistió en su canción principal, Q&A y otras 2 canciones, Violet y Stick Out. El sencillo fue lanzado, junto con el video musical de Q&A, el 21 de enero de 2019. Tuvieron su debut el mismo día en YES24 Live Hall en Gwangkin-gu, Seúl.
El 9 de mayo, se reveló que Cherry Bullet regresará el 22 de mayo con su segundo sencillo Love Adventure con la canción principal Really Really.
El 13 de diciembre de 2019 FNC Entertainment anunció que el grupo estará conformado por siete integrantes, ya que Kokoro, LinLin y MiRae abandonaron el grupo por razones personales.

### 2020: Hands Up & AlohaOe.

#### Hands Up
Las chicas de Cherry Bullet abrieron 2020 con un sencillo digital el 11 de febrero a las 6:00pm (+KST), llamado pop Up. Constituye un momento trivial en su carrera ya que es el primer lanzamiento desde la salida de Kokoro, Linlin y Mirae, y además la primera canción con un concepto diferente al que llevaban haciendo desde que debutaron.
El tema juega con la conocida melodía de Ludwig Van Beethoven, desarrollando un estilo dance/hip-hop y ritmos pegadizos. Tuvo buena acogida fuera de Corea, cuyo MV fue el más visto de las chicas hasta el momento, sin embargo no hubo buen recibimiento por parte de Corea, teniendo un peak en las listas más importantes de #13 en Bugs y #50 en Soribada.
FNC aseguró que Hands Up se trataba de un pre-release que daría paso al próximo EP del grupo, sin embargo desecharon esa idea en beneficio de un comeback veraniego.

#### Aloha Oe
En julio, la empresa FNC anunció que Cherry Bullet presentaría el segundo sencillo del año, "Aloha Oe", el cual se lanzó el 6 de agosto. Se presentaba como una canción veraniega, con ritmos refrescantes. El nombre hace referencia a un dicho hawaiano que significa "Adiós a ti", popularmente conocido por ser el título de la triste canción que escribió la última reina de Hawái, Lili'uokalani I de Hawái, despidiéndose de su tierra cuando fue invadida por los colonos ingleses. Aunque "Aloha Oe" de Cherry Bullet no tiene ninguna conexión con la canción de Lili'uokalani, varios fans internacionales han mostrado su desapego con FNC por haber usado tal título infravalorando la situación que vivieron los hawaianos. La fan-base internacional de las chicas organizó una recolecta de firmas para hacer que FNC cambiara el nombre de la canción, no obstante la empresa nunca dio respuesta.
"Aloha Oe" consiguió posicionarse en el puesto #75 en Bugs el mismo día de salida, llegando al #21 en esa semana. Después de todo, no superó a su sencillo anterior en ventas y visualizaciones, convirtiéndose en su segundo peor posicionamiento por encima de Love Adventure.

### 2021: Weverse, primer miniálbum y Girls Planet 999
El 4 de enero se anunció que Cherry Bullet pasaría a formar parte de la plataforma Weverse, perteneciente a Hybe Corporation. Weverse es una plataforma de comunicación que las chicas usarían para mantenerse al día con sus fans de todo el mundo, siendo el segundo grupo de FNC Entertainment en sumarse a la iniciativa.
5 meses después de su último trabajo, Cherry Bullet anunciaba que volverían el 20 de enero con el primer miniálbum de su carrera Cherry Rush. El disco se compondría de 5 canciones, de las cuales «Love So Sweet» fue la elegida para ser la principal, aunque también promocionaron "Follow Me" como secundaria. Durante las primeras semanas de promociones, Yuju no pudo acompañar a sus compañeras debido a que estuvo en contacto con una staff que contrajo coronavirus, por lo que la agencia creyó pertinente que guardara cuarentena. Cherry Rush era el primer álbum físico después de casi 2 años (desde "Love Adventure") y recaudó 5596 copias en su primera semana a la venta. Alcanzó el puesto #524 en Melon y el puesto #97 en Bugs en su salida, alcanzando un peak de #12 en Bugs, logrando superar a "Aloha Oe".

#### Girls Planet 999
En agosto se dio a conocer que tres de las miembros, Jiwon, Kim Bora y May, serían parte del nuevo programa de supervivencia de 12 episodios de Mnet, Girls Planet 999. Las chicas acabaron el programa en los episodios 8, 12 y 11 respectivamente, siendo Kim Bora la única en llegar a la final. La agrupación Kep1er consistiría en nueve miembros, y siendo que Kim Bora acabó en 15.º lugar, no pudo quedar en el grupo final.

### 2022: Love In Space
El 16 de febrero se dio a conocer a través de las plataformas sociales del grupo que estarían de regreso después de un año sin nuevos lanzamientos. Esta vez se trataría también de un EP físico, su segundo EP Cherry Wish, lanzado el 2 de marzo de ese año. El trabajo estaría compuesto por cinco canciones, siendo la principal "Love In Space". La canción titular se caracteriza por su tono inspirado en el pop de los años 90, cargado de sintetizadores y melodías bailables. Por primera vez las copias físicas tendrían dos versiones disponibles a la venta, dazzle y fascinate.
Las ventas para el miniálbum fueron de 17.079 copias en la primera semana, superando a su último trabajo en más de 10 000.
En el mes de octubre una de las componentes, Chaerin, debutó como actriz en la serie de tvN Bajo el paraguas de la reina, con el papel de la reina Hwa-ryoeng en su juventud, y en mayo de 2023 tuvo una aparición especial en la serie norteamericana ambientada en Corea XO, Kitty.

### 2023: Cherry Wish
El 7 de marzo de 2023 la agrupación dio a conocer su tercer EP Cherry Dash, compuesto de 5 canciones y presentando como pista principal "P.O.W (Play On The World)". Se comercializaron dos versiones, "Fashion House" y "Runway" y se vendieron 21,130 copias del EP el día de salida, superando el récord del grupo

### 2024: Disolución
El 22 de abril del 2024 la empresa dio un comunicado oficial sobre que Cherry Bullet se había disuelto.
| Weverse

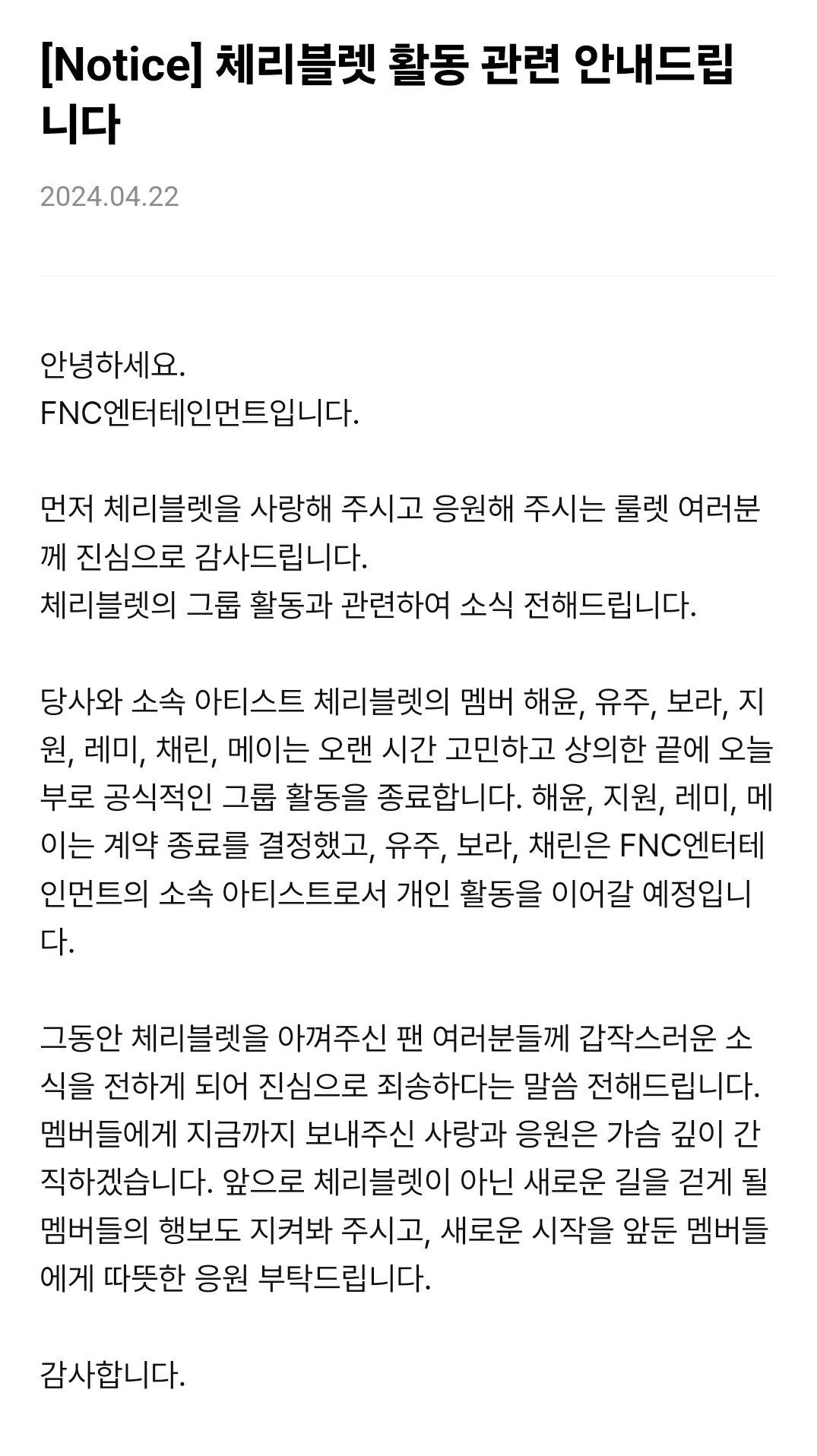
[https://twitter.com/cherrybullet/status/1782273172945195037?ref_src=twsrc%5Etfw%7Ctwcamp%5Etweetembed%7Ctwterm%5E1782280692702867658%7Ctwgr%5Ebed64a7375f3f1079ba2a9b95393cd2c4b86c825%7Ctwcon%5Es3_&ref_url=https%3A%2F%2Fwww.koreaboo.com%2Fnews%2Fcherry-bullet-officially-disbands%2F Comunicado

“Hola, esto es FNC Entertainment. Primero, queremos agradecer a todos que han amado y han apoyado a Cherry Bullet. Estamos aquí para informar las futuras actividades del grupo.
Luego de una larga discusión, la agencia y Cherry Bullet decidimos oficialmente terminar las actividades. Mientras que Haeyoon, Jiwon, Remi y May decidieron terminar sus contratos, las miembros Yuju, Bora, y Chaerin seguirán con FNC Entertainment y continuarán con sus actividades de manera independiente.
Nos disculpamos por las repentinas noticias a los fans que han apoyado a Cherry Bullet. Nosotros siempre recordaremos el amor y apoyo que han dado a las miembros. Esperamos que sigan apoyando a las miembros en sus nuevos caminos.
Gracias.”

## Miembros
| Exintegrantes    | Exintegrantes    | Exintegrantes        | Exintegrantes        | Exintegrantes                     | Exintegrantes           | Exintegrantes                  |
| Nombre artístico | Nombre artístico | Nombre de nacimiento | Nombre de nacimiento | Fecha de nacimiento               | Lugar de nacimiento     | Posición                       |
| Romanización     | Hangul           | Romanización         | Hangul Kanji Hanja   | Fecha de nacimiento               | Lugar de nacimiento     | Posición                       |
| ---------------- | ---------------- | -------------------- | -------------------- | --------------------------------- | ----------------------- | ------------------------------ |
| Haeyoon          | 해윤             | Park Hae-yoon        | 박해윤               | 10 de enero de 1996 (29 años)     | Suncheon, Corea del Sur | Vocalista principal, líder     |
| Yuju             | 유주             | Choi Yu-ju           | 최유주               | 5 de marzo de 1997 (28 años)      | Goyang, Corea del Sur   | Vocalista                      |
| Mirae            | 미래             | Kim Gyeong-ju        | 김경주               | 26 de marzo de 1998 (27 años)     | Busan, Corea del Sur    | Vocalista                      |
| Bora             | 보라             | Kim Bora             | 김보라               | 3 de marzo de 1999 (26 años)      | Gwangju, Corea del Sur  | Vocalista principal            |
| Jiwon            | 지원             | Heo Ji-won           | 허지원               | 4 de septiembre de 2000 (24 años) | Seúl, Corea del Sur     | Rapera principal, subvocalista |
| Kokoro           | 코코로           | Katō Kokoroo         | 加藤心               | 1 de noviembre de 2000 (24 años)  | Nagoya, Japón           | Vocalista                      |
| Remi             | 레미             | Katsuno Rise         | 勝野莉世             | 26 de abril de 2001 (24 años)     | Tokio, Japón            | Vocalista, bailarina principal |
| Chaerin          | 채린             | Park Chae-rin        | 박채린               | 13 de marzo de 2002 (23 años)     | Goyang, Corea del Sur   | Vocalista, bailarina principal |
| Linlin           | 린린             | Huang Zi Ting        | 黃姿婷               | 5 de julio de 2003 (21 años)      | Taipéi, Taiwán          | Vocalista, bailarina principal |
| May              | 메이             | Hirokawa Mao         | 廣川茉音             | 16 de noviembre de 2004 (20 años) | Tokio, Japón            | Vocalista, bailarina principal |

## Discografía

### EPs
| Año  | Álbum | Posicionamiento en listas | Ventas        |
| Año  | Álbum | COR                       | Ventas        |
| ---- | --- | ------------------------- | ------------- |
| 2021 | Cherry Rush - Lanzamiento: 20 de enero de 2021 - Discográfica: FNC Entertainment, Kakao M - Formatos: CD, descarga digital, streaming | 11                        | - KOR: 14,922 |
| 2022 | Cherry Wish - Lanzamiento: 2 de marzo de 2022 - Discográfica: FNC Entertainment, Kakao M - Formatos: CD, descarga digital, streaming  |                           | - KOR: 17,079 |

### Álbumes sencillos
| Año  | Álbum | Posicionamiento en listas | Ventas        |
| Año  | Álbum | COR                       | Ventas        |
| ---- | --- | ------------------------- | ------------- |
| 2019 | Let's Play Cherry Bullet - Lanzamiento: 21 de enero de 2019 - Discográfica: FNC Entertainment, Kakao M - Formatos: CD, descarga digital, streaming | 11                        | - KOR: 14,676 |
| 2019 | Love Adventure - Lanzamiento: 22 de mayo de 2019 - Discográfica: FNC Entertainment, Kakao M - Formatos: CD, descarga digital, streaming            | 9                         | - KOR: 12,991 |

### Sencillos
| Título                                                                 | Año  | Posición más alta | Posición más alta | Álbum                                       |
| Título                                                                 | Año  | KOR               | US World          | Álbum                                       |
| ---------------------------------------------------------------------- | ---- | ----------------- | ----------------- | ------------------------------------------- |
| "Q&A"                                                                  | 2019 | —                 | 17                | Let's Play Cherry Bullet                    |
| «Really Really» (네가 참 좋아)                                         | 2019 | —                 | —                 | Love Adventure                              |
| «Hands Up» (무릎을 탁 치고)                                            | 2020 | —                 | —                 | Sencillo sin álbumIncorporado a Cherry Rush |
| «Aloha Oe» (알로하오에)                                                | 2020 | —                 | —                 | Sencillo sin álbumIncorporado a Cherry Rush |
| «Love So Sweet»                                                        | 2021 | —                 | —                 | Cherry Rush                                 |
| «Love In Space»                                                        | 2022 |                   |                   | Cherry Wish                                 |
| "—" significa que la canción no fue lanzada o no apareció en la lista. |      |                   |                   |                                             |

### Videos musicales
| Año  | Video musical                  | Director                  | Ref.   |
| ---- | ------------------------------ | ------------------------- | ------ |
| 2019 | «Q&A»                          | Jiyong Kim                | [ 20 ] |
| 2019 | «Really Really» (네가 참 좋아) | SUNNYVISUAL               | [ 21 ] |
| 2020 | «Hands Up» (무릎을 탁 치고)    | JIMMY (VIA)               | [ 22 ] |
| 2020 | «Aloha Oe» (알로하오에)        | SUNNYVISUAL               |        |
| 2021 | «Love So Sweet»                | Naive Creative Production |        |
| 2022 | «Love In Space»                |                           |        |